# Lee Sang-geun
Dans ce nom coréen, le nom de famille, Lee, précède le nom personnel.
Lee Sang-geun est un réalisateur et scénariste sud-coréen.

## Biographie
Lee Sang-geun étudie à l’université nationale des arts de Corée à Séoul.
En 2004, il présente son court métrage Poetry Class (감상과 이해, 청산별곡) pour lequel il obtient le prix spécial du jury au festival des courts métrages Mise-en-scène (MSFF), et il est invité au festival international du film de Busan.
En 2006, son second court Do You Wanna 'Baby'? (베이베를 원하세요?) récolte le prix du meilleur film au même festival précédent.
En 2007, son troisième court Mr. Self-portrait (명환이 셀카) décroche le grand prix au festival international de film de Daegu.
En fin des années 2000, il participe à l’équipe de tournage de Like Father, Like Son (아버지와 마리와 나) de Lee Moo-yeong (2007) et Dachimawa Lee (다찌마와 리 - 악인이여 지옥행 급행열차를 타라!) de Ryoo Seung-wan (2008).
En 2010, il obtient le prix spécial du jury pour son quatrième court Mr. Tap’s Holiday (간만에 나온 종각이) au festival des courts métrages Mise-en-scène (MSFF) à Séoul.
En mai 2018, la production Filmmaker R & K et la distribution CJ Entertainment projettent son premier long métrage  en tant que scénariste et réalisateur, avec les acteurs Jo Jung-suk et Yoona.

## Filmographie

### Film
- 2019 : Exit

### Courts métrages
- 2004 : Poetry Class (감상과 이해, 청산별곡)[4]
- 2006 : Do You Wanna 'Baby'? (베이베를 원하세요?)[4]
- 2007 : Mr. Self-portrait (명환이 셀카)[4]
- 2010 : Mr. Tap’s Holiday (간만에 나온 종각이)[4]

## Distinctions
Récompenses
- Festival des courts métrages Mise-en-scène 2004 : Prix spécial du jury pour Poetry Class[2]
- Festival des courts métrages Mise-en-scène 2006 : Prix du meilleur film pour Do You Wanna 'Baby'?[2]
- Festival international de film de Daegu 2007 : Grand prix pour Mr. Self-portrait[2]
- Festival des courts métrages Mise-en-scène 2010 : Prix spécial du jury pour Mr. Tap’s Holiday[2]